# Jessica Hardy
Jessica Adele Hardy (Orange, Califòrnia, 12 de març de 1987) és una nedadora internacional estatunidenca que s'especialitza en estil braça i estil lliure. Actualment posseeix el rècord mundial en braça de 50 metres (curs curt), encara que abans del 2013 també posseïa els rècords de 100 metres i 50 metres que aquests van ser batuts per la nedadora Rūta Meilutytė. Hardy va guanyar una medalla de bronze en estil lliure de 4x100 metres i una medalla d'or en els relleus de 4x100 metres als Jocs Olímpics de Londres 2012.

## Biografia
Hardy va néixer a Orange, Califòrnia, el 1987, és filla de George Hardy i Denise Robinson. La seva mare va nedar a nivell universitari per a Indiana State University i actualment és treballadora social. El seu pare és un enginyer químic. Es va graduar el 2005 de la Wilson Classical High School de Long Beach i va ser la nedadora col·legial de l'any en 2004 i 2005 de la revista Swimming World.

### 2012
En els assajos olímpics dels Estats Units de 2012 a Omaha, Nebraska, Hardy va guanyar l'estil lliure de 50 metres amb un temps de 24,50 segons, i també va guanyar l'estil lliure de 100 metres en 53,96 segons, per la qual cosa va obtenir la qualificació per competir en tots dos esdeveniments, així com l'estil lliure de 4x100 metres i els relleus 4x100 metres, als Jocs Olímpics de 2012. També va competir en l'estil braça de 100 metres, quedant en tercer lloc en la final olímpica darrere la nouvinguda Breeja Larson i la veterana Rebecca Soni.